# Сомма-Ломбардо
Сомма-Ломбардо (італ. Somma Lombardo) — муніципалітет в Італії, у регіоні Ломбардія, провінція Варезе.
Сомма-Ломбардо розташована на відстані близько 520 км на північний захід від Рима, 50 км на північний захід від Мілана, 19 км на південний захід від Варезе.
Населення — 17 745 осіб (2014).
Щорічний фестиваль відбувається 21 січня. Покровитель — Sant'Agnese.

## Демографія
Населення за роками:

Станом на 1 січня 2023 року в муніципалітеті офіційно проживали 1992 іноземці з 68 країн, серед них 557 громадян країн Євросоюзу та 101 громадянин України.

## Сусідні муніципалітети
- Арсаго-Сепріо
- Кардано-аль-Кампо
- Казорате-Семпьоне
- Кастеллетто-сопра-Тічино
- Ферно
- Голазекка
- Помбія
- Самарате
- Варалло-Помбія
- Верджате
- Віццола-Тічино